# Настоящие ласточки
Настоя́щие ла́сточки, или ла́сточки (лат. Hirundo) — род воробьиных птиц из семейства ласточковых (Hirundinidae), включающее в том числе и широко распространённую деревенскую ласточку (Hirundo rustica).
У многих видов этого рода спина окрашена в синий цвет, передняя часть головы, а иногда гузка и затылок имеют оттенки красного, а брюшко беловатое или красновато-коричневое.
Все виды данного рода живут в Европе, Азии, Африке, а деревенская ласточка является космополитом, также обитая в Северной и Южной Америке.

## Классификация
Международный союз орнитологов относит к роду 16 видов:
- Hirundo aethiopica Blanford, 1869 — Эфиопская ласточка
- Hirundo albigularis Strickland, 1849 — Белогорлая ласточка
- Hirundo angolensis Barboza du Bocage, 1868 — Ангольская ласточка
- Hirundo atrocaerulea Sundevall, 1850 — Голубая ласточка
- Hirundo dimidiata Sundevall, 1850 — Жемчужногорлая ласточка
- Hirundo domicola Jerdon, 1841
- Hirundo javanica Sparrman, 1789
- Hirundo leucosoma Swainson, 1837 — Пегокрылая ласточка
- Hirundo lucida Hartlaub, 1858 — Певчая ласточка
- Hirundo megaensis Benson, 1942 — Белохвостая ласточка
- Hirundo neoxena Gould, 1842 — Новогвинейская ласточка
- Hirundo nigrita G. R. Gray, 1845 — Синяя ласточка
- Hirundo nigrorufa Barboza du Bocage, 1877 — Чёрно-красная ласточка
- Hirundo rustica Linnaeus, 1758 — Деревенская ласточка, или ласточка-касатка
- Hirundo smithii Leach, 1818 — Нитехвостая ласточка
- Hirundo tahitica J. F. Gmelin, 1789 — Коричневогорлая ласточка

Генетические исследования показали, что многие виды, такие как рыжепоясничная ласточка или белолобая горная ласточка, прежде причисляемые к роду настоящих ласточек, на самом деле имеют более отдалённое родство с ними и в настоящее время их относят к другому роду ласточковых, к Cecropis.

## В астрономии
В честь ласточки назван астероид (706) Гирундо, открытый в 1910 году.